# Alchemilla cheirochlora
Alchemilla cheirochlora är en rosväxtart som beskrevs av Sergei Vasilievich Juzepczuk. Alchemilla cheirochlora ingår i släktet daggkåpor, och familjen rosväxter. Inga underarter finns listade i Catalogue of Life.